# Melanoflogita
La melanoflogita és un mineral de la classe dels òxids.

## Característiques
La melanoflogita és un òxid de fórmula química 46SiO₂·6(N₂,CO₂)·2(CH₄,N₂). Cristal·litza en el sistema tetragonal en forma de cubs. També se'n troba en forma d'agregats arrodonits assemblant-se a gotes. La seva duresa a l'escala de Mohs oscil·la entre 6,5 i 7. Va ser descoberta l'any 1876 a la mina Giona, a Milena (Caltanissetta, Itàlia).
Segons la classificació de Nickel-Strunz, la melanoflogita pertany a «04.DA: Òxids amb proporció Metall:Oxigen = 1:2 i similars, amb cations petits: família del sílice» juntament amb els següents minerals: quars, òpal, tridimita, cristobalita, moganita, lechatelierita, coesita, stishovita, keatita i seifertita.